# Chandra Shekhar
Chandra Shekhar (1 de julio de 1927–8 de julio de 2007)  fue un político indio, que se desempeñó como el octavo primer ministro de la India, entre noviembre de 1990 y el 21 de junio de 1991. Dirigió un gobierno minoritario con la facción disidente Janata Dal con el apoyo del Congreso Nacional Indio, que lo apoyó a fin de buscar un acuerdo para retrasar las elecciones. Fue el primer en ocupar el cargo sin haber ocupado ningún cargo en el gobierno.
La crisis económica de 1991, junto con  el asesinato del ex premier Rajiv Gandhi, precipitaron su caída ese año. Tenía un título en Ciencias Políticas por la Universidad de Allahabad.